# Classe S5
La classe S5 est le nom de code d’une classe de sous-marins nucléaires lanceurs d’engins indiens, en cours de développement pour la marine indienne. Le S5 pèsera environ deux fois plus que le précédent sous-marin de classe Arihant. La production devrait commencer d’ici 2022,.

## Conception
Les sous-marins de classe S5 devraient peser environ 13 500 tonnes. Ils sont prévus pour être armés d’un maximum de douze ou seize missiles balistiques lancés par sous-marin K6, chacun armé de plusieurs véhicules de rentrée atmosphérique pouvant être ciblés indépendamment,.

## Développement
Le gouvernement indien a évalué en 2006 la capacité de l’Inde à concevoir et à construire une classe de trois nouveaux sous-marins lanceurs de missiles balistiques, portant le nom de code S5, lorsqu’il s’est rendu compte que la capacité du réacteur et de la charge utile des sous-marins de classe Arihant était limitée. Ces sous-marins devaient initialement être opérationnels à partir de 2021, mais ont ensuite été retardés. Ce retard avait incité le gouvernement indien à commander un sous-marin supplémentaire de classe Arihant en 2012 pour éviter la marche au ralenti de la chaîne de production.